# Robert A. Heinlein
Robert Anson Heinlein, ameriški pisatelj, aeronavtični inženir in pomorski častnik, * 7. julij 1907, Butler, Misuri, Združene države Amerike, † 8. maj 1988, Carmel-by-the-Sea, Kalifornija, ZDA.
Velja za enega najpomembnejših avtorjev znanstvene fantastike, ki je povzdignil žanr iz šunda v legitimno založniško kategorijo. Ob Asimovu in Clarku ga uvrščajo med »velike tri« ameriške pisatelje znanstvene fantastike. Kot eden prvih je poudarjal strokovno točnost v fikciji in je pionir podžanra »trde« znanstvene fantastike. V svojih delih je izražal občudovanje sposobnosti pri ljudeh in poudarjal pomen kritičnega mišljenja. Njegove zgodbe pogosto vsebujejo provokativne situacije, ki prevprašujejo družbene norme, posebej na področju spola.
Heinleinova najbolj znana dela so romani Tujec v tuji deželi, Vesoljski bojevniki in The Moon Is a Harsh Mistress, skupno pa je ustvaril 32 romanov, 59 kratkih zgodb in 16 zbirk. Po njih je nastalo več filmov, TV- in radijskih serij ter namiznih iger. 